# Konewo (Kaliningrad)
Konewo (russisch Конево, deutsch Szameitschen, 1923–1946 Waldhorst) ist ein Ort im Südosten der russischen Oblast Kaliningrad. Er gehört zur kommunalen Selbstverwaltungseinheit Munizipalkreis Osjorsk im Rajon Osjorsk.

## Geographische Lage
Konewo liegt fünf Kilometer südwestlich der Rajonstadt Osjorsk (Darkehmen/Angerapp) und ist von dort über Wolnoje (Wollehlen) aus zu erreichen. Ein Bahnanschluss besteht nicht.

## Geschichte
Das Dorf Szameitschen zählte 1818 ganze 44 Einwohner. Ihre Zahl steigerte sich bis 1863 auf 93. Am 6. Mai 1874 wurde die Landgemeinde Szameitschen dem neu gebildeten Amtsbezirk Gudwallen (heute russisch: Lwowskoje) im Kreis Darkehmen zugeordnet. Wegen des mehrmaligen Vorkommens des Ortsnamens „Szameitschen“ im Kreis Darkehmen erhielt der Ort, der 1907 nur noch 64 Einwohner zählte, den Namenszusatz „Kirchspiel Darkehmen“. Am 1. August 1923 erfolgte die offizielle Umbenennung in „Waldhorst“. Am 30. September 1928 wurde die Landgemeinde Waldhorst an die Landgemeinde Auerfluß (heute russisch: Meschduretschje) angeschlossen.
Infolge des Zweiten Weltkrieges kam der Ort unter sowjetische Verwaltung. 1950 erhielt er den russischen Namen „Konewo“ und wurde dem Dorfsowjet Otradnowski selski Sowet in Rajon Osjorsk zugeordnet. 1963 gelangte Konewo in den neu gebildeten Lwowski selski Sowet. Von 2008 bis 2014 gehörte der Ort zur Landgemeinde Krasnojarskoje selskoje posselenije, von 2015 bis 2020 zum Stadtkreis Osjorsk und seither zum Munizipalkreis Osjorsk.

## Kirche
Vor 1945 war Szameitschen resp. Waldhorst mit seiner mehrheitlich evangelischen Bevölkerung in das Kirchspiel Darkehmen (1938–1946 Angerapp, seit 1946: Osjorsk) integriert. Es gehörte zum Kirchenkreis Darkehmen in der Kirchenprovinz Ostpreußen der Kirche der Altpreußischen Union. Letzte deutsche Geistliche waren die Pfarrer Johannes Gemmel und Helmut Passauer.
In der Zeit der Sowjetunion war kirchliches Leben untersagt. Erst in den 1990er Jahren bildeten sich in der Oblast Kaliningrad wieder neue evangelische Gemeinden. Konewo liegt im Bereich der Kirchenregion der Salzburger Kirche Gussew (Gumbinnen), die zur Propstei Kaliningrad der Evangelisch-Lutherischen Kirche Europäisches Russland (ELKER).